# لا دی دای
«لا دی دای» (به انگلیسی: la di die) ترانه‌ای از خواننده-ترانه‌پرداز آمریکایی نسا برت به‌همراهٔ خواننده-ترانه‌پرداز آمریکایی جیدن می‌باشد که در ۱۹ فوریهٔ سال ۲۰۲۱ از سوی وارنر رکوردز منتشر گردید. این ترانه توسط برت، جیدن لوول، بولو، لئو ملیس، سم رومان و تراویس بارکر نوشته شده و تهیه‌کنندگی آن نیز برعهدهٔ ملیس، رومان و بارکر بوده‌است.